# Río Maichín
El río Maichín es un curso natural de agua que nace casi en la frontera internacional de la Región de La Araucanía y fluye con dirección general sur hasta desembocar en el río Trancura.

## Trayecto
El río Machín nace de la confluencia del río Sahuenco y del río Curimeno y viaja hasta el caserío de Curarrehue donde desemboca en el Trancura.

## Caudal y régimen
En la cuenca del río Pucón, desde su nacimiento en las cabeceras en la divisoria de las aguas hasta su desembocadura en el lago Villarrica incluyendo el río Liucura, se observa un régimen pluvio–nival, con sus crecidas invernales, producto de las lluvias, y en menor medida en primavera, producto de una leve influencia nival. En años lluviosos las crecidas ocurren entre mayo y julio, producto de aportes pluviales. Sin embargo, los caudales provenientes de aportes nivales, observados entre octubre y diciembre, también presentan valores de importancia. En años normales y secos la influencia pluvial sigue siendo mayor que la nival, observándose los mayores caudales entre
junio y agosto. El período de bajos niveles de agua se presenta en el trimestre dado por los meses de enero a marzo.: 54 

## Historia
Francisco Astaburuaga escribió en 1899 en su obra póstuma Diccionario geográfico de la República de Chile sobre el lugar:
Maichi.-—Un fortín situado en el departamento de Valdivia en una abra de los Andes, donde se reunen las dos mayores corrientes de agua que forman el río Trancura. Se construyó al mismo tiempo que el fuerte de Palquín, que se halla al O. á poca distancia.
Luis Risopatrón describe al fuerte y al río en su Diccionario Jeográfico de Chile de 1924:: 513 
Maichin (Fortín) 39° 21’ 71° 34’. Fué construido a 410 m de altitud en la márjen W del rio del mismo nombre, a corta distancia aguas arriba de la confluencia de éste con el de Trancura. 120, p. 197, 134; i 156; i Maichi en 155, p. 410.
Maichin (Rio) 39° 20' 71° 30'. Es de bastante caudal, recibe las vertientes occidentales del cordón limitáneo con la Arjentina, corre hácia el S, se junta con el de, Trancura, en Curarrehue i forma el rio de Pucon o Minetúe. 120, p. 56; 134; i 156.

## Población, economía y ecología
El río Maichín es considerado de clase IV en rafting.